# هیروشیگه دوم
هیروشیگه دوم (به ژاپنی: 二代目 歌川広重, Ni-daime Utagawa Hiroshige); ۱ ژانویهٔ ۱۸۲۶ – ۲۱ اکتبر ۱۸۶۹ نقاش، و هنرمند و طراح اوکی‌یوئه اهل ژاپن بود. وی پس از مرگ استاد خود هیروشیگه هیروشیگه در سال ۱۸۵۸، که پدر همسرش نیز بود، نام هیروشیگه دوم را به ارث برد. در سال ۱۸۶۵ وی پس از پایان یافتن این ازدواج از ادو به یوکوهاما نقل مکان کرد و شروع به استفاده از نام کیسای ریشّو کرد. کارهای او آنقدر به استادش شباهت دارد که اغلب محققان را گیج کرده‌است.